# A290 (Russland)
Die A290 ist eine Fernstraße föderaler Bedeutung in der Autonomen Republik Krim und Russland und Teil der Europastraße 97.
Sie war als M25 Teil des Fernstraßennetzes der Sowjetunion und führte von Simferopol auf der Krim in östlicher Richtung nach Noworossijsk in Russland. Bis sie 2010 die Bezeichnung A290 erhielt, trug der russische Teil noch die Nummer M25. Zwischen Kertsch (Ukraine) und Anapa ist die A290 zum großen Teil als autobahnähnliche Straße ausgebaut.